# バーベキューソース

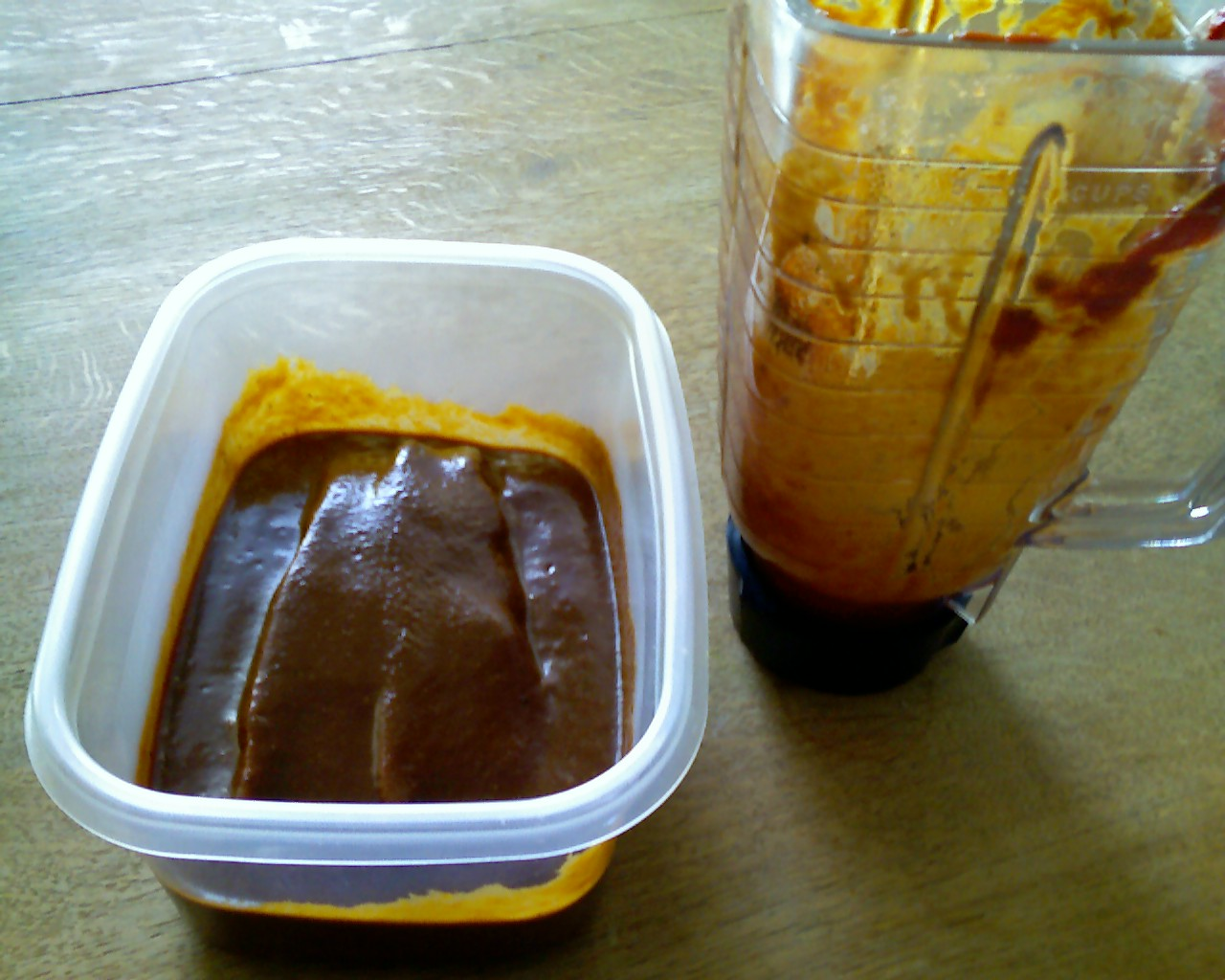
自家製バーベキューソース

バーベキューソース（BBQ ソースとも）は、バーベキュースタイルで調理される食肉（豚肉、牛肉、鶏肉など）のマリネや味付け用の調味料、またはトッピングとして使用されるソース。アメリカ南部ではどこにでもある調味料であり、他の多くの食品にも使用されている。
材料はさまざまであるが、多くの場合、酢、トマトペースト、マヨネーズ(またはそれらの組み合わせ) をベースとして、リキッドスモーク、オニオンパウダー、マスタードや黒コショウなどのスパイス、砂糖や糖蜜などの甘味料が含まれている。

## 歴史
バーベキューソースの起源は、17世紀初めのアメリカ南部における植民地の形成にあるとの説がある。ソースへの言及は、以後200年にわたって英語とフランス語双方の文献に見られる。バーベキューソースの一種であるサウスカロライナ州のマスタードソースは、18世紀のドイツ人入植者にまでその起源をさかのぼることができるという。
初期の自家製バーベキューソースは、酢、塩、コショウだけで作られることが一般的であった。1920年代になると調味料として砂糖、ケチャップ、ウスターソースが使用され始め、第二次世界大戦後には砂糖の量と材料の数が劇的に増加した。
初めて商業的に生産されたバーベキューソースは、1909年にアトランタのジョージア・バーベキューソース会社によるものである。その後ハインツが1940年にボトル入りのバーベキューソースを販売した。さらにまもなくして、ゼネラルフーヅがバーベキューソース「Open Pit」を販売開始した。クラフトフーズがバーベキューソースの市場に参入したのは1960年頃のことだが、大々的に広告を打ち出し、市場のリーダーになることに成功した。クラフトはまた、スパイスの袋を付けた食用油の製造を開始し、バーベキューソースの別の市場へのアプローチを提供した。

## バリエーション

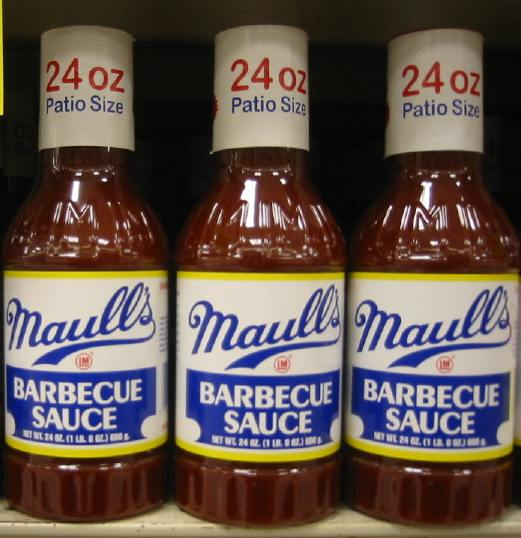
ミズーリ州セントルイス発祥のモールズ・バーベキューソース

アメリカ合衆国各地では、様々なスタイルのバーベキューソースが好まれている。
- カロライナ東部地域 - アメリカにおけるバーベキューソースの多くは、ノースカロライナ州とサウスカロライナ州の東部地域にそのルーツをたどることができる[3]。初期のバーベキューソースは酢、挽いた黒コショウ、唐辛子のフレークを材料としたもので、アフリカからの奴隷によって普及した。調理中に肉に塗りつけるソースとして、また食するときのディップソースとして使用された。薄味でスパイシーで酸味のきいた味わいは、肉に浸透し、口の中で余分な脂肪をカットするとされている[7]。
- カロライナ西部地域 - レキシントンとノースカロライナ州西部のピードモント地域では、バーベキューソースを「ディップ」と呼ばれることがある。トマトペースト、トマトソース、またはケチャップを加えたカロライナ東部地域のバーベキューソースに類似する。[要出典]
- サウスカロライナ・マスタードソース – サウスカロライナ州の一部では、イエローマスタード、ビネガー、砂糖、スパイスを調合した「イエロー・バーベキュー ソース」で知られる。コロンビアからチャールストンまでの一帯では最もポピュラーなソースとなっている。
- メンフィス – カロライナ西部地域のスタイルに似ているが、甘味料として糖蜜を使用し、追加のスパイスを使用する。[要出典]
- カンザスシティ – 濃厚で赤褐色のトマトベースのソースで、砂糖、酢、香辛料を原料とする。カロライナ西部地域のスタイルとメンフィススタイルのソースから進化したが、より濃厚で甘く、表面に纏わりつくほどに肉に浸透しない。典型的な市販のバーベキューソースは、カンザスシティスタイルに基づいていると言われる。[要出典]
- テキサス – いくつかの伝統的なレストランでは、クミン、チリペッパーまたはチリパウダー、黒コショウといった香辛料と新鮮なタマネギで味付けされ、トマトと砂糖をあまり使用しないソースが用いられる。さほど濃厚ではなく、あっさりしたトマトスープに似ると称される[8]。ソースは肉の上に留まることなく、簡単に中に浸透する。テキサスのボトル入りバーベキューソースは、肉のドリップが入っていないため、同じレストランで使用されるものとは異なることがよくある[9][要出典]。
- アラバマ・ホワイトソース – 北アラバマ（英語版）（アラバマ州北部）では、リンゴ酢、砂糖、塩、黒胡椒を含むマヨネーズベースの独特のホワイトソースで知られ、主に鶏肉と豚肉に使用される[10]。